# Ustanak Franje II. Rákóczyja
Ustanak Franje II. Rákóczyja bio je ustanak ugarskog velikaša Franje II. Rákóczyja, inače unuka Petra IV. Zrinskog, sina Franje I. Rákóczyja i Jelene Zrinske.

## Uvodne okolnosti
1701. habsburška se država upustila u Rat za španjolsku baštinu. To je njene snage odvuklo na druga ratišta, što je nezadovoljnicima dalo prigodu organizirati protuhabsburšku urotu i stvorilo prigodu za vojno udariti dok su austrijske snage zauzete na drugim bojištima. Rákóczy se je oslanjao na potporu francuskoga kralja Luja XIV. Razloga za to imao je dovoljno, time više što je Francuska već jednom prije intervenirala protiv Habsburške Monarhije nakon što je ova uspješno prodrla duboko u Srbiju, izgnavajući osmanske snage. Urota je otkrivena, pa se je Rákóczy sklonio u Poljsku.

## Izbijanje bune
Buna je izbila 1703. godine u Ugarskoj. Tad se vratio u i manifestom poziva sve ugarske i hrvatske feudalce na ustanak. Hrvatski feudalci se nisu odazvali, ne želeći pomagati protestantsko pitanje.
Franji II. pristaša je bio i Josip Vojnović, koji je planirao osvetničku akciju za smrt Zrinskih i Frankopana. Vojnovićevom agitiranju za pobunu protiv Austrije koje je teklo 1704. usprotivio se pop Marko Mesić, pri čemu valja uzeti u obzir da su buntovnici planirali iz osmanske Bosne upasti u Hrvatsku, čije je središnje djelove Mesić u svojoj buni netom oslobodio. Uz to su Rákóczyjevi kuruci terorizirali sjeveroistočne krajeve naseljene Hrvatima, što je još više odagnalo Hrvate od potpore njegovoj akciji.
U gušenju Rakoczyjevog ustanka sudjelovala je hrvatska vojska koju su 1704. predvodili Franjo Krsto Delišimunović i Franjo Vragović.
1707. je godine na saboru u Ónodu kraj Miskolca proglasio je detronizaciju Habsburgovaca s prijestolja, a ugarski staleži povjerli su mu upravljanje zemljom. Akciju je sproveo u sporazumu s Lujem XIV. Ali, očekivana je francuska pomoć izostala. Na koncu je poražen u bitci kraj Trenčína 1708. godine. Nakon toga njegovi dotadašnji pristaše među velikašima prišli su Habsburgovcima te su s njima 1711. sklopili mir u Szatmaru. Rákóczy se nije mirio s time i sljedećih je godina Europu ne bi li našao potporu za novi ustanak, ali nije uspio.